# Heinkel He 119
Хейнкель He 119 (нем. Heinkel He 119)  — немецкий гидросамолёт-разведчик.

Чертежи He 119

Разработка He 119 началась в 1936 году. Самолёт имел аэродинамический фюзеляж со стеклянной кабиной. Два из трёх членов экипажа могли сидеть по бокам карданного вала, который был подключен к двум двигателям Daimler-Benz DB 601 с водяным охлаждением. Всего было построено восемь He 119.
He 119 V1 был с убирающимися шасси.
He 119 V3 был построен как гидросамолет с двумя поплавками.
22 ноября 1937 года He 119 V4 установил мировой рекорд скорости полета 505 км/ч с полезной нагрузкой 1000 кг на расстояние 1000 км.
He 119 V5, He 119 V6 были завершены весной 1938 года, были вооружены пулемётами MG-15 и могли нести три бомбы по 250 кг или груз до 1000 кг.
He 119 V7, He 119 V8 в 1940 году были проданы Японии.